# Wish You Were Here (пісня Авріл Лавін)
«Wish You Were Here» (англ. Лише б ти був тут) — третій та фінальний сингл четвертого студійного альбому канадської поп-рок/поп-панк співачки Авріл Лавін — Goodbye Lullaby. В США пісня вийшла 9 вересня 2011.

## Список пісень
Цифрове завантаження
1. «Wish You Were Here» — 3:45
2. «Wish You Were Here» (Acoustic Version) — 3:45

CD-сингл
1. «Wish You Were Here» — 3:45
2. «Wish You Were Here» (Acoustic Version) — 3:45

CD-сингл (розширене видання) / Цифрове завантаження (розширене видання)
1. «Wish You Were Here» — 3:45
2. «Wish You Were Here» (Acoustic Version) — 3:45
3. «Smile» (Acoustic Version) — 3:33
4. «Wish You Were Here» (music video) — 3:45

Обмежений CD-сингл (видання для фанів)
1. «Wish You Were Here» — 3:45
2. «Wish You Were Here» (Acoustic Version) — 3:45
3. «Smile» (Acoustic Version) — 3:33
4. «What the Hell» (Acoustic Version) — 3:41

## Чарти
Тижневі чарти
| Чарт (2011-12)                                       | Місце |
| ---------------------------------------------------- | ----- |
| Belgium (Ultratop 50 Flanders) (Фландрія)            | 4     |
| Belgium (Ultratop 50 Wallonia) (Валлонія)            | 34    |
| Brazilian Hot 100                                    | 34    |
| Canada (Canadian Hot 100)                            | 64    |
| Hungary (Rádiós Top 40)                              | 35    |
| Italian Singles Chart                                | 59    |
| Japan Billboard Japan Hot 100                        | 90    |
| Japan Adult Contemporary Airplay                     | 33    |
| Lebanon (The Official Lebanese Top 20)               | 3     |
| Russia (Tophitru)                                    | 47    |
| Slovakia (Rádio Top 100)                             | 68    |
| South Korea International Singles (Gaon Music Chart) | 6     |
| US Billboard Hot 100                                 | 65    |
| US Adult Top 40 (Billboard)                          | 20    |
| US Mainstream Top 40 (Billboard)                     | 30    |

## Нагороди
| Рік  | Нагорода             | Категорія         | Результат |
| ---- | -------------------- | ----------------- | --------- |
| 2012 | Juno Awards          | Juno Fan Choice   | Номінація |
| 2012 | VEVOCertified Awards | 100.000.000 Views | Перемога  |

## Історія релізів
| Країна          | Дата             | Формат                                   | Лейбл                   |
| --------------- | ---------------- | ---------------------------------------- | ----------------------- |
| Нова Зеландія   | 31 липня 2011    | Radio airplay                            | Sony Music/RCA          |
| Австралія       | 9 вересня 2011   | цифрове завантаження                     | Sony Music/RCA          |
| Австрія         | 9 вересня 2011   | цифрове завантаження                     | Sony Music/RCA          |
| Бельгія         | 9 вересня 2011   | цифрове завантаження                     | Sony Music/RCA          |
| Німеччина       | 9 вересня 2011   | цифрове завантаження                     | Sony Music/RCA          |
| Ірландія        | 9 вересня 2011   | цифрове завантаження                     | Sony Music/RCA          |
| Італія          | 9 вересня 2011   | цифрове завантаження                     | Sony Music/RCA          |
| Люксембург      | 9 вересня 2011   | цифрове завантаження                     | Sony Music/RCA          |
| Мексика         | 9 вересня 2011   | цифрове завантаження                     | Sony Music/RCA          |
| Нідерланди      | 9 вересня 2011   | цифрове завантаження                     | Sony Music/RCA          |
| Нова Зеландія   | 9 вересня 2011   | цифрове завантаження                     | Sony Music/RCA          |
| Норвегія        | 9 вересня 2011   | цифрове завантаження                     | Sony Music/RCA          |
| Швейцарія       | 9 вересня 2011   | цифрове завантаження                     | Sony Music/RCA          |
| Франція         | 12 вересня 2011  | цифрове завантаження                     | Sony Music/RCA          |
| Австралія       | 12 вересня 2011  | Radio airplay                            | Sony Music/RCA          |
| Польща          | 12 вересня 2011  | Radio airplay                            | Sony Music/RCA          |
| Фінляндія       | 13 вересня 2011  | цифрове завантаження                     | Sony Music/RCA          |
| Іспанія         | 13 вересня 2011  | цифрове завантаження                     | Sony Music/RCA          |
| Велика Британія | 23 жовтня 2011   | цифрове завантаження                     | Epic Records            |
| Бельгія         | 31 жовтня 2011   | цифрове завантаження (розширене видання) | Sony Music/Epic Records |
| Канада          | 31 жовтня 2011   | цифрове завантаження (розширене видання) | Sony Music/Epic Records |
| Франція         | 31 жовтня 2011   | цифрове завантаження (розширене видання) | Sony Music/Epic Records |
| Греція          | 31 жовтня 2011   | цифрове завантаження (розширене видання) | Sony Music/Epic Records |
| Ірландія        | 31 жовтня 2011   | цифрове завантаження (розширене видання) | Sony Music/Epic Records |
| Італія          | 31 жовтня 2011   | цифрове завантаження (розширене видання) | Sony Music/Epic Records |
| Люксембург      | 31 жовтня 2011   | цифрове завантаження (розширене видання) | Sony Music/Epic Records |
| Нідерланди      | 31 жовтня 2011   | цифрове завантаження (розширене видання) | Sony Music/Epic Records |
| Португалія      | 31 жовтня 2011   | цифрове завантаження (розширене видання) | Sony Music/Epic Records |
| Іспанія         | 31 жовтня 2011   | цифрове завантаження (розширене видання) | Sony Music/Epic Records |
| Швейцарія       | 31 жовтня 2011   | цифрове завантаження (розширене видання) | Sony Music/Epic Records |
| Велика Британія | 31 жовтня 2011   | цифрове завантаження (розширене видання) | Sony Music/Epic Records |
| США             | 31 жовтня 2011   | цифрове завантаження (розширене видання) | Sony Music/Epic Records |
| США             | 1 листопада 2011 | Mainstream radio                         | Epic Records            |